# Směrované světlo

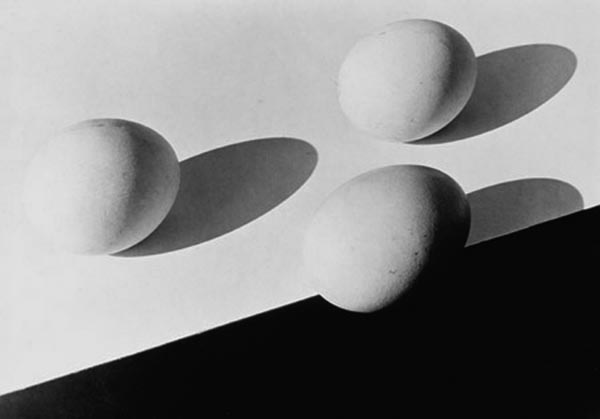
Tvrdé směrované světlo, fotografie zátiší, autorka: Aenne Biermann: Vajíčka, asi 1930

Směrované světlo (kontrastní světlo, tvrdé světlo) ve fotografii je světlo, které objekt výrazně osvětluje. Směr světla je důležitý pro modulaci tvaru, tvorbu stínů a pro zobrazení struktury povrchu. V místech kam světlo nedopadá, je stín. V některých případech tvoří v osvětlených místech přeexponovaná místa („přepaly“) a ve tmavých podexponované plochy. Směrové světlo osvětluje pouze místa, která jsou směrem ke světelnému zdroji, zbytek jeho povrchu je ve stínu. Směr světla se určí podle směru stínu, který je na opačné straně předmětu. Směrované světlo je jedním ze dvou základních druhů světla, přičemž to druhé je světlo rozptýlené. V porovnání s rozptýleným světlem vytváří tvrdší kontrastní stíny.

## Praxe
Na snímku mají osvětlené plochy objektu mají odpovídající tón a barvu a struktura bude reprodukována dostatečně přesně. Zastíněné oblasti předmětu jsou skryty tmavou černou bez barevného tónu a textury.
Objekt na snímku má prostor a objem, ale tvar objektu v hlubokém stínu obvykle není zcela vidět.
Směrového světlo vytváří například přímé sluneční světlo na obloze bez mraků, elektrická žárovka bez stínítka, oblouková lampa, reflektor s hladkým povrchem nebo projektor.
Přímé světlo z jednoho zdroje bývá příliš kontrastní. Tomu se lze vyhnout použitím dvou nebo více světelných zdrojů.
Světlo, které směruje proti objektivu fotoaparátu se nazývá protisvětlo. Dalším typem směrového světla je světlo modulované. Jedná se o úzký směrový paprsek světla s malou intenzitou, který se používá k prosvětlení malé části objektu. Například k prosvětlení stínů za účelem jejich zmírnění nebo i úplné eliminaci. Pro modulované světlo se používají světla s hlubokým a úzkým reflektorem s běžnou nebo úspornou žárovkou s tubusem.

### Směry světla

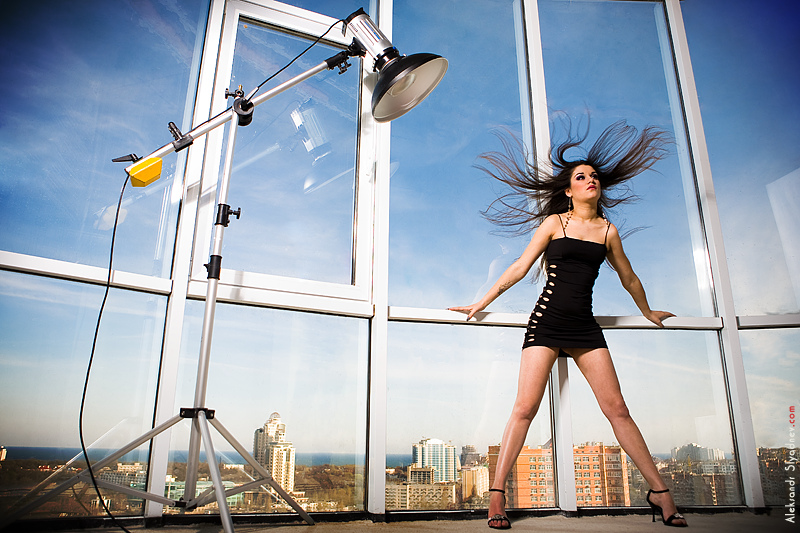
Pozitivní (šikmo shora) příčné levé osvětlení

Čtyřbodové svícení v ateliéru: 1: levé přední (hlavní světlo), 2: pravé přední (doplňkové), 3: zadní levé (protisvětlo) a 4: zadní pravé (světlo na pozadí)

Rozlišujeme následující směry světla:
V horizontální rovině
- Přední
  - Osové
  - Levé šikmé
  - Pravé šikmé
- Příčné (boční světlo)
  - Pravé kolmé
  - Levé kolmé
- Zadní
  - Osové (přímé protisvětlo)
  - Levé protisvětlo
  - Pravé protisvětlo

Ve vertikální rovině
- Normální - v rovině objektivu
- Horní - shora
- Dolní - zdola
- Pozitivní - šikmo shora
- Negativní - šikmo zdola

### Odrazná deska
Pro kontrolu vržených stínů od směrového světla se používá odrazná deska, což je v podstatě je rovinný reflektor. Používá se ve studiovém osvětlení nebo při fotografování v exteriéru ke směrování světla na daný předmět nebo scénu. Nejvíce se využívá pro kontrolu kontrastu při umělém i přírodním osvětlení, jako doplňkové světlo a jeho cílem je vykrývat stinné partie snímku. V tomto případě světlo se z hlavního světla odráží zpět do scény s různým stupněm přesnosti a intenzity v závislosti na zvolené odrazné ploše a jejím umístění ve vztahu ke scéně.

## Galerie

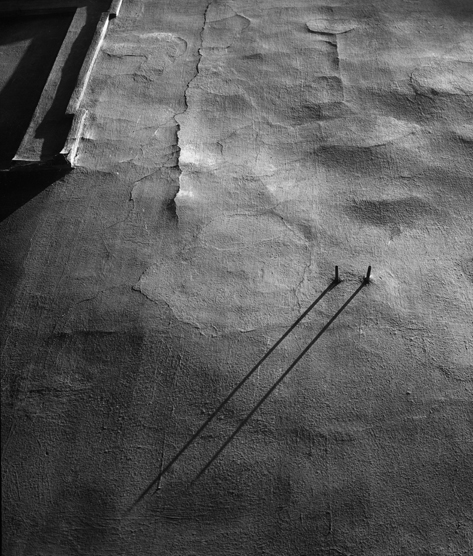
Karel Kuklík, z cyklu Čas města, 1964
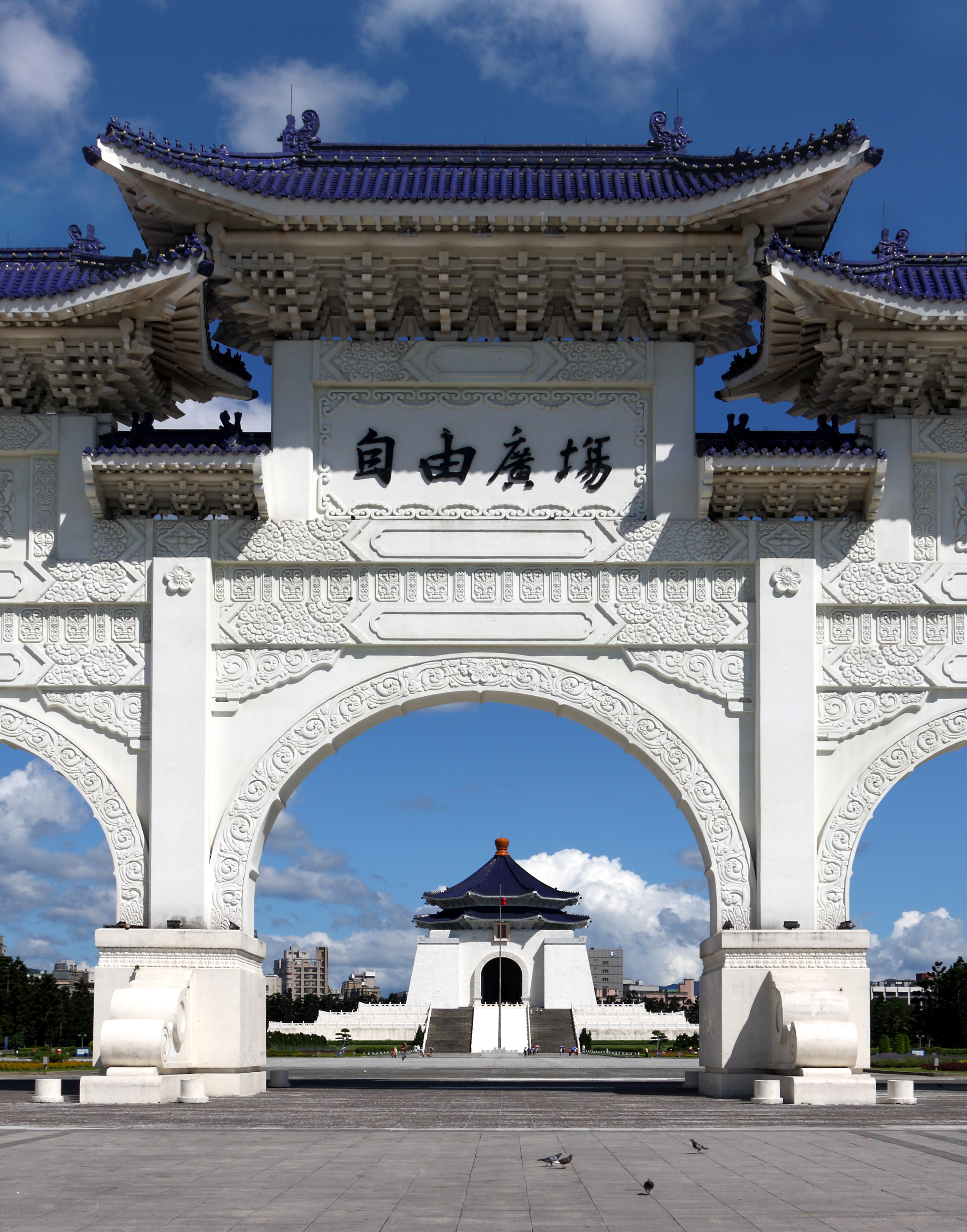
Horní pravé světlo
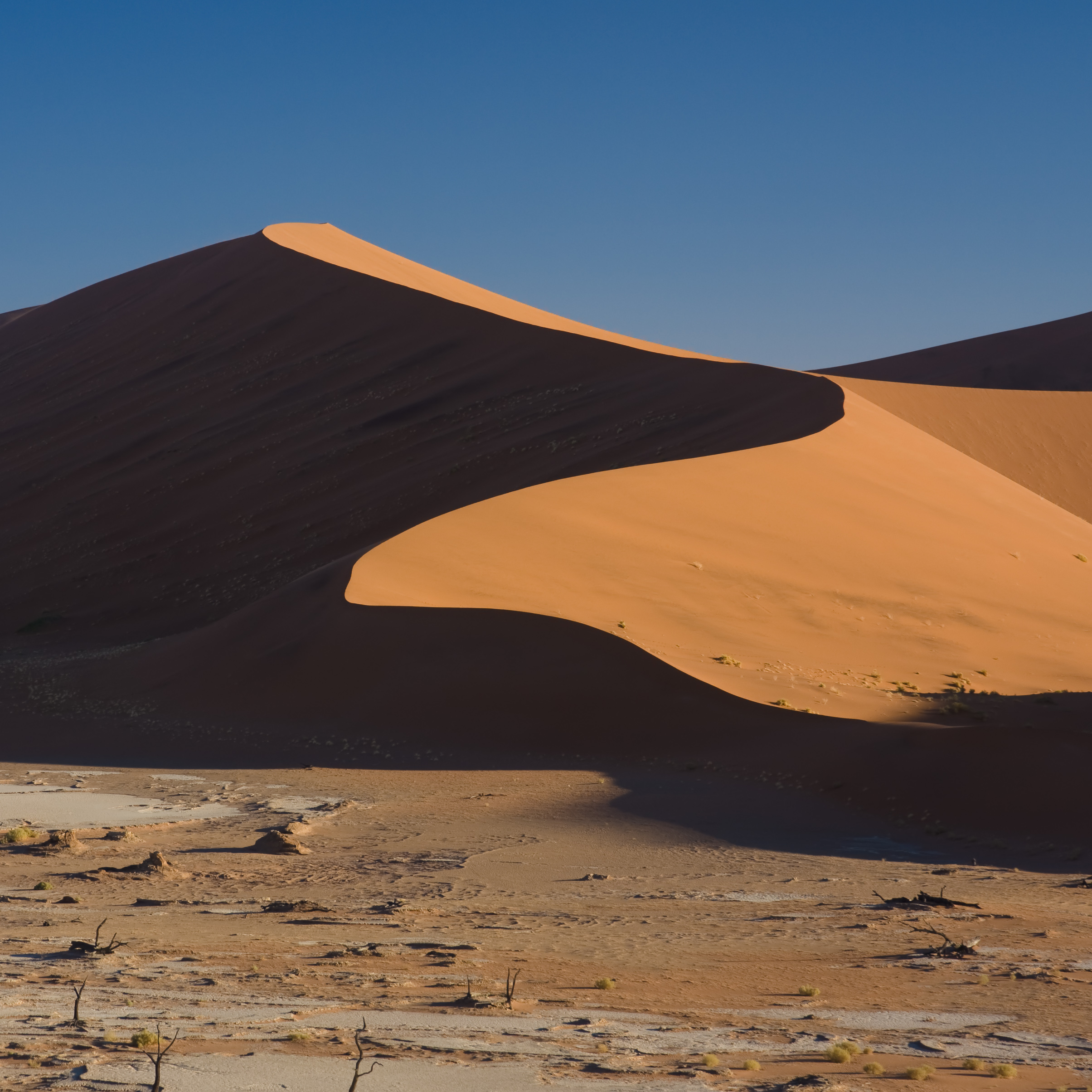
Pravé boční světlo
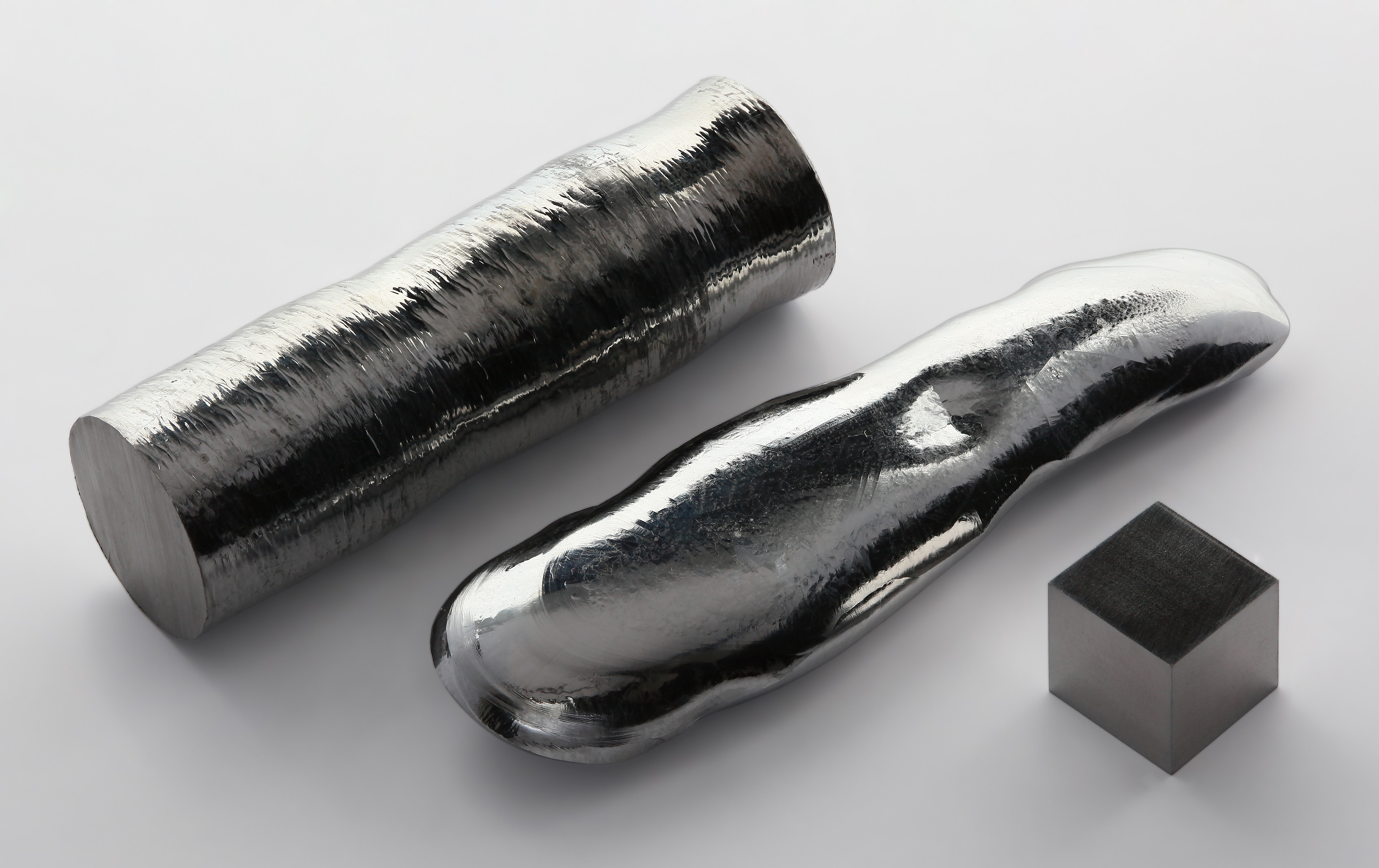
Levé a pravé zadní světlo
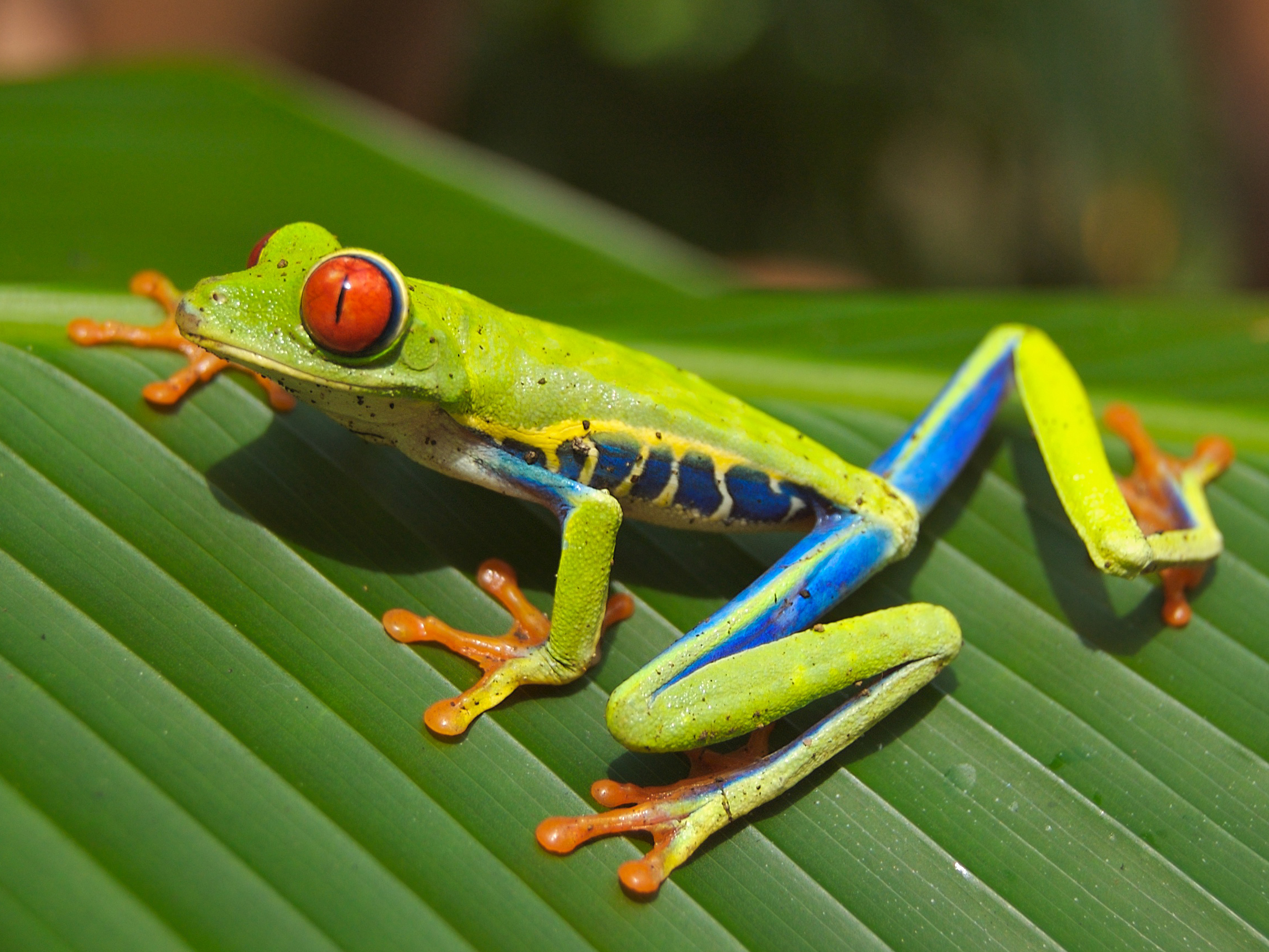
Horní pravé světlo prozradí stíny u kostky
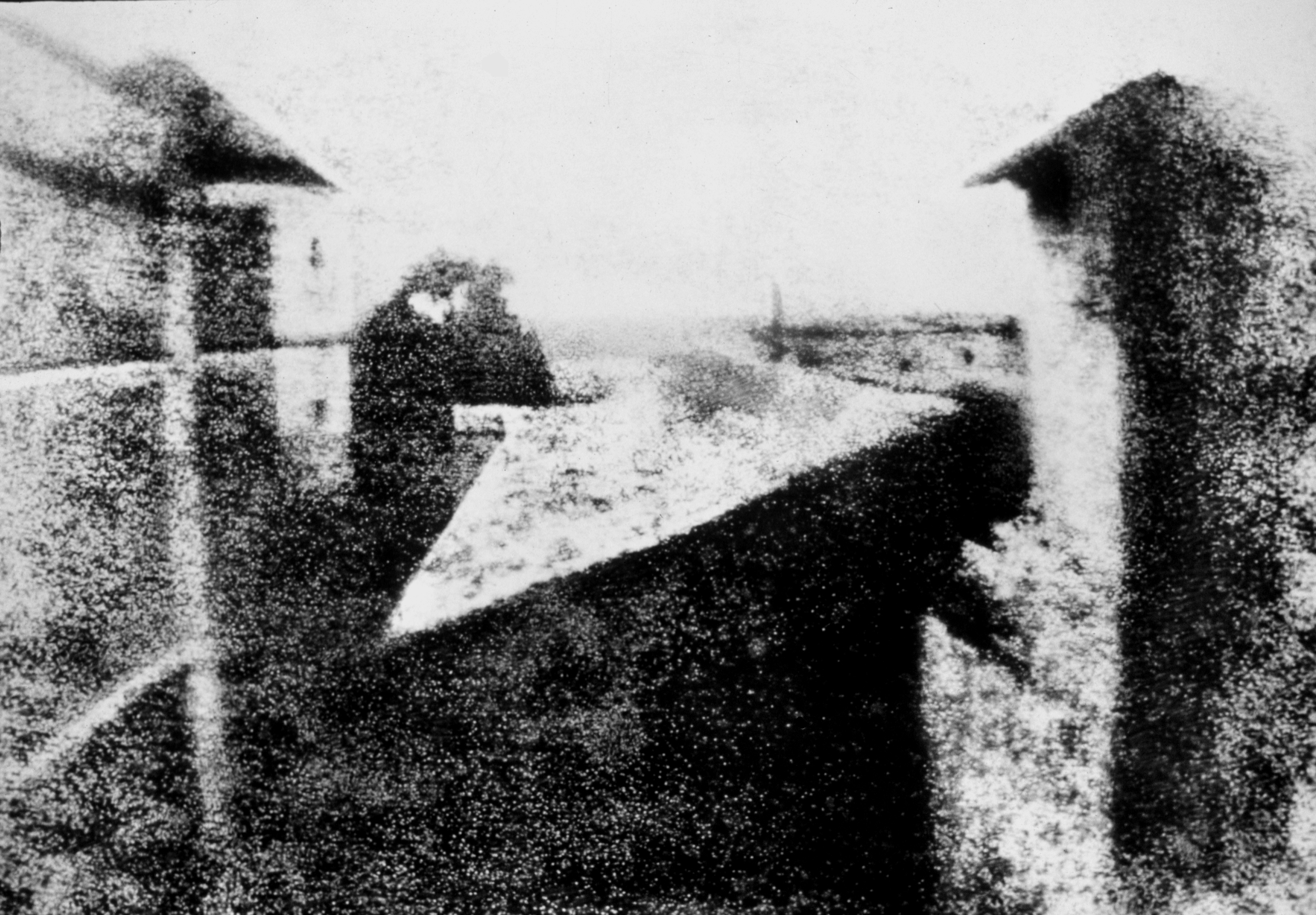
Nicéphore Niépce svůj pohled z okna v Le Gras exponoval osm hodin, v průběhu dlouhé expozice Slunce postupně osvětlovalo obě strany dvora